# مسابقات قهرمانی کشتی آسیا ۱۹۹۵
کشتی قهرمانی آسیا ۱۹۹۵ دهمین دوره از رقابت‌های قهرمانی آسیا می‌باشد که از ۲۷ ژوئن تا ۳ ژوئیه ۱۹۹۵ در مانیل، فیلیپین برگزار گردید.

## جدول مدال‌ها
| رتبه            | کشور            | طلا | نقره | برنز | مجموع |
| --------------- | --------------- | --- | ---- | ---- | ----- |
| ۱               | کرهٔ جنوبی       | ۷   | ۲    | ۱    | ۱۰    |
| ۲               | ایران           | ۵   | ۳    | ۴    | ۱۲    |
| ۳               | قزاقستان        | ۵   | ۱    | ۳    | ۹     |
| ۴               | ژاپن            | ۱   | ۴    | ۴    | ۹     |
| ۵               | ازبکستان        | ۱   | ۳    | ۲    | ۶     |
| ۶               | سوریه           | ۱   | ۰    | ۰    | ۱     |
| ۷               | چین             | ۰   | ۳    | ۲    | ۵     |
| ۸               | مغولستان        | ۰   | ۲    | ۲    | ۴     |
| ۹               | قرقیزستان       | ۰   | ۲    | ۱    | ۳     |
| ۱۰              | ترکمنستان       | ۰   | ۰    | ۱    | ۱     |
| مجموع (۱۰ کشور) | مجموع (۱۰ کشور) | ۲۰  | ۲۰   | ۲۰   | ۶۰    |

## رده‌بندی تیمی
| رتبه | آزاد مردان | آزاد مردان | فرنگی مردان | فرنگی مردان |
| رتبه | تیم        | امتیازات   | تیم         | امتیازات    |
| ---- | ---------- | ---------- | ----------- | ----------- |
| ۱    | ایران      | ۸۲         | قزاقستان    | ۸۲          |
| ۲    | کرهٔ جنوبی  | ۷۷         | کرهٔ جنوبی   | ۷۸          |
| ۳    | ژاپن       | ۶۸         | ایران       | ۶۵          |
| ۴    | قزاقستان   | ۵۹         | چین         | ۶۴          |
| ۵    | مغولستان   | ۵۷         | ژاپن        | ۵۹          |

## خلاصه مدال‌ها

### آزاد مردان
| رویداد | طلا                         | نقره                                | برنز                                |
| ۴۸ ک‌گ  | جونگ سون-ون · کرهٔ جنوبی     | Masanori Toida · ژاپن               | تومندمبریلیین زونبایان · مغولستان   |
| ۵۲ ک‌گ  | کیم جونگ-شین · کرهٔ جنوبی    | Mais Ibadov · ازبکستان              | حسین کریمی · ایران                  |
| ۵۷ ک‌گ  | سانشیرو آبه · ژاپن          | اویس ملاح · ایران                   | Maksat Boburbekov · قرقیزستان       |
| ۶۲ ک‌گ  | رمیل اسلامف · ازبکستان      | Noh Won-chang · کرهٔ جنوبی           | تاکاهیرو وادا · ژاپن                |
| ۶۸ ک‌گ  | امیر توکلیان · ایران        | Tovuudorjiin Gansükh · مغولستان     | Ryusaburo Katsu · ژاپن              |
| ۷۴ ک‌گ  | عیسی مؤمنی · ایران          | Nurbek Izabekov · قرقیزستان         | Kim Kyung-won · کرهٔ جنوبی           |
| ۸۲ ک‌گ  | المادی ژابرایلوف · قزاقستان | Agvaansamdangiin Sükhbat · مغولستان | روسلان خینچاگف · ازبکستان           |
| ۹۰ ک‌گ  | رسول خادم · ایران           | Tatsuo Kawai · ژاپن                 | Bayanmönkhiin Gantogtokh · مغولستان |
| ۱۰۰ ک‌گ | کیم ته-وو · کرهٔ جنوبی       | Ba Tumengke · چین                   | ایوب بنی‌نصرت · ایران                |
| ۱۳۰ ک‌گ | منصور عابدیان · ایران       | Igor Klimov · قزاقستان              | Feng Aigang · چین                   |

### فرنگی مردان
| رویداد | طلا                            | نقره                           | برنز                        |
| ۴۸ ک‌گ  | سیم کوون-هو · کرهٔ جنوبی        | Dmitri Korshunov · ازبکستان    | Fanis Dauletov · قزاقستان   |
| ۵۲ ک‌گ  | خالد الفرج · سوریه             | Han Yuwei · چین                | Kamil Murtizade · قزاقستان  |
| ۵۷ ک‌گ  | آن هان-بونگ · کرهٔ جنوبی        | Daisuke Hanahara · ژاپن        | Akhmetulla Nurov · قزاقستان |
| ۶۲ ک‌گ  | چوی سانگ-سون · کرهٔ جنوبی       | Bakhodir Kurbanov · ازبکستان   | احد پازاج · ایران           |
| ۶۸ ک‌گ  | Son Sang-pil · کرهٔ جنوبی       | Yasushi Miyake · ژاپن          | Grigori Pulyaev · ازبکستان  |
| ۷۴ ک‌گ  | Ruslan Zhumabekov · قزاقستان   | مجید موسوی · ایران             | Takamitsu Katayama · ژاپن   |
| ۸۲ ک‌گ  | Bakhtiyar Baiseitov · قزاقستان | Raatbek Sanatbayev · قرقیزستان | بهروز جمشیدی · ایران        |
| ۹۰ ک‌گ  | دولت تورلیخانوف · قزاقستان     | Eom Jin-han · کرهٔ جنوبی        | Rozy Rejepow · ترکمنستان    |
| ۱۰۰ ک‌گ | سرگئی ماتوینکو · قزاقستان      | ایوب نامداری · ایران           | با یانچوآن · چین            |
| ۱۳۰ ک‌گ | علیرضا لرستانی · ایران         | Hu Riga · چین                  | Minoru Hamaue · ژاپن        |